# Chloe Sullivan
Chloe Sullivan è un personaggio della serie televisiva Smallville. Interpretata da Allison Mack, Chloe era un personaggio originale creato esclusivamente per Smallville dagli sviluppatori della serie Alfred Gough e Miles Millar. Oltre al protagonista Clark Kent, Chloe è l'unico personaggio principale a restare per l'intera durata della serie, sebbene Mack abbia firmato solo per cinque episodi nella decima e ultima stagione.
Successivamente è stato pensato di inserire Chloe Sullivan nella continuity dei fumetti, sebbene la realizzazione sia stata un po' travagliata. Il redattore della DC Comics Matt Idelson aveva dichiarato alla conferenza tenutasi alla Wonder Con 2007 che c'erano dei progetti in merito, a partire dal 2008. Ed effettivamente in seguito è stato annunciato che Chloe avrebbe fatto la prima apparizione in Superman n. 675 (marzo 2008), entrando così ufficialmente a far parte anche della realtà fumettistica dell'"Uomo d'acciaio". Ma la notizia è stata smentita da Dan DiDio, vicepresidente della DC. Nel 2010 il progetto è stato ripreso, questa volta con successo, e Chloe Sullivan appare in Action Comics n. 893, dedicato a Jimmy Olsen. Il personaggio di Chloe è una giornalista di successo impegnata nel suo lavoro e conserva alcune delle caratteristiche del personaggio televisivo.

## Biografia del personaggio
Nata nel 1987 a Metropolis da Gabe e Moira Sullivan (che abbandonò la famiglia quando Chloe aveva cinque anni), si trasferisce a Smallville con la sua famiglia quando suo padre viene assunto dalla Luthor Corporation. È redattrice del Torch, il giornale della Smallville High School, dove è compagna di classe di Clark Kent. Innamorata del suo speciale compagno di classe, vive in attrito con l'amica e rivale in amore Lana Lang, che è più popolare. Ciò malgrado l'amicizia che lega le due ragazze è forte e Chloe accetta di ospitare Lana a casa sua quando la zia di quest'ultima si trasferisce. Legherà molto anche con il simpatico Pete Ross, amico fraterno di Clark, che si innamorerà di lei all'istante ma non lo dichiarerà mai.
Determinata, brillante, ironica, intraprendente e ficcanaso, in quanto direttrice del giornalino scolastico The Torch, può coltivare la sua immensa passione per il giornalismo e dove può esporre le sue teorie: la ragazza, infatti, è convinta che le meteoriti abbiano la facoltà di alterare il patrimonio genetico umano e quindi di conferire strane e potenti capacità. Perciò, è altrettanto convinta che tutte le stranezze accadute a Smallville dal 1989 abbiano come origine la pioggia di meteoriti. Raccoglie tutti gli eventi strani accaduti nella piccola cittadina del Kansas su un muro ricoperto da stralci di giornali, uno spazio da lei denominato "Il muro delle stramberie". È molto esperta nell'uso del computer, questa abilità sarà determinante per aiutare Clark e i suoi amici per fare ricerche sulle stranezze di Smallville e della Luthor Corporation.
Dopo un breve fidanzamento tra lei e Clark, che la porta al ballo di fine anno (di cui sarà la reginetta al quarto anno), la ragazza capisce immediatamente che lui ama solo Lana e questo rifiuto la spingerà talvolta, per gelosia, ad allearsi con Lionel Luthor, che vuole sfruttare il fiuto giornalistico della giovane reporter per scoprire il segreto di Clark.
A metà della quarta stagione, nell'episodio Emarginati, la ragazza grazie ad Alicia Baker scopre il segreto di Clark e spera che lui si confidi con lei per dirglielo di sua spontanea volontà (Chloe gli parla della possibilità che lui non sia completamente umano e scopre che ha una debolezza verso la kryptonite). Ma egli non le rivelerà la verità fino al primo episodio della quinta serie, mentre lo segue nella Fortezza della solitudine. Da quel momento diventerà la sua amica più fidata, dimenticando i momenti in cui lo aveva quasi "tradito" con Lionel. Il personaggio di Chloe Sullivan diventa così il secondo più importante e presente del telefilm, dopo il protagonista. Però, a causa della sua amicizia con Lana ci saranno delle occasioni di scontro con Clark in quanto, per non tradire la fiducia di Lana, Chloe non può rivelare a Clark i segreti della ragazza (per esempio la sua relazione con Lex Luthor).
Chloe, sebbene appaia come un personaggio molto forte, ha un suo lato fragile, che emergerà specialmente quando scoprirà che la madre che l'aveva abbandonata, è rinchiusa in un ospedale psichiatrico a causa di una grave malattia mentale ereditaria. Chloe andrà a trovare la madre Moira solo nella quinta stagione. Nella sesta si scopre che Moira è una mutante da meteoriti, con l'abilità di controllare gli altri mutanti come lei, se in possesso di un loro oggetto personale. Lex Luthor è molto interessato a questa sua capacità per poter catturare tutte le persone infette (ciò fa parte del progetto 33.1). Quando Chloe era bambina, Moira la controllava mentalmente e questo quindi le fa scoprire, con angoscia, che anche lei venne infettata dalla kryptonite. Chloe viene catturata dalla LuthorCorp per essere sottoposta ad alcuni test a base del siero di meteorite. Questo accrescerà ulteriormente il suo odio verso Lex.
Chloe non ha mai avuto lunghe relazioni con i ragazzi fino alla sesta stagione. Si fidanzerà con il fotografo Jimmy Olsen, una sua vecchia fiamma (con cui ebbe la sua "prima volta"), ma il rapporto sarà parzialmente incrinato dato che quest'ultimo pensa che lei sia ancora innamorata di Clark. Comunque i due si riconcilieranno. Nella settima stagione, Jimmy le chiede di sposarlo, ma la ragazza non riesce a rispondergli perché vengono interrotti da agenti governativi che l'arrestano con l'accusa di spionaggio a causa dei numerosi hackeraggi operati per aiutare Clark. Nell'ottava stagione Chloe, pur turbata dalle nuove capacità che possiede, decide di accettare la proposta di matrimonio di Jimmy.
Alla fine della terza stagione, in seguito all'acquisizione di un'importante prova per incastrare Lionel Luthor per il vecchio omicidio dei genitori Lachlan ed Eliza, Chloe e il padre vengono fatti saltare in aria nella loro casa. In realtà hanno inscenato una finto decesso, aiutati da Lex, per sfuggire a Lionel fino a quando non fosse stato arrestato. Intanto arriva a Smallville Lois Lane, la cugina di Chloe, per investigare sulla sua morte. In seguito le due cugine si dimostreranno molto legate tra loro, condividendo la passione per la "professione" di detective, anche se Lois non dimostrerà molto talento per la scrittura. Entrambe andranno a vivere insieme nell'appartamento al Talon, dopo che Lana si trasferisce a Metropolis per gli studi universitari. Nella settima stagione anche Lois viene assunta al Daily Planet e questo causerà qualche attrito lavorativo tra le due. A partire dalla quinta stagione, dopo il cambiamento di condotta di Lionel, si farà aiutare da lui per tentare di fermare i progetti di Lex.
Il più grande sogno della ragazza è, sin da bambina, quello di lavorare al Daily Planet. Alla fine della prima stagione, farà uno stage estivo a Metropolis, entrando per la prima volta in contatto con il mondo da lei sempre ammirato. Come viene rivelato più tardi, è in quella occasione che conoscerà Jimmy Olsen. Nella seconda stagione, grazie alla raccomandazione di Lionel Luthor (in cambio dell'investigazione su Clark Kent) viene assunta nella redazione del giornale, risultando così la più giovane giornalista nella storia del Daily Planet. In seguito però, per non rovinare la sua amicizia con Clark, non accetta più di collaborare con Lionel e viene cacciata. Dalla quinta stagione viene assunta regolarmente, grazie ad un suo pezzo su alcune ragazze vampiro, ed inizia a fare apprendistato cominciando dai "piani bassi" (soprattutto scrivendo necrologi). Nonostante questo la sua passione giornalistica è sempre forte, e molte volte si ritroverà in redazione fino a tarda notte per indagare, spesso insieme a Clark.
Nel corso della sesta stagione la ragazza si renderà conto che grazie ai meteoriti ha acquisito anche lei un potere particolare. All'inizio non capisce quale possa essere ma alla fine della stagione guarirà la cugina Lois ferita mortalmente da un criminale, grazie alle sue lacrime. Però subito dopo cade a terra senza vita e all'ospedale viene dichiarata morta. Si risveglia più tardi all'obitorio, dove viene soccorsa da Clark. Successivamente Chloe impara a gestire il suo potere, che la porterà più volte a rischiare la vita come nell'episodio Viaggio nella mente in cui salva Lex Luthor allo scopo di salvare anche Clark, in quel momento nella sua mente. Nell'ultimo episodio della settima stagione sembra che il suo potere si sviluppi anche in una maniera difensiva e offensiva, ovvero creando una specie di barriera contro l'attacco di Brainiac.
Nel primo episodio dell'ottava stagione si scopre che è tenuta prigioniera di un'organizzazione invischiata con la LuthorCorp, e non dal governo come le avevano fatto credere. Questo per sfruttare le sue nuove abilità derivate dal contatto con Brainiac, che le consentono di assimilare informazioni alla velocità di un super computer.
Tuttavia questa sua nuova abilità ha degli effetti collaterali; ella infatti comincia a perdere la memoria non riuscendo più a riconoscere i suoi più cari amici come Clark e addirittura Jimmy, il suo fidanzato. Alla fine la sua amnesia diventa quasi totale con Chloe che si ricorda solo del paramedico Davis Bloome (alias Doomsday) e Clark che per salvarla si rivolge a Jor-El. Jor-El su richiesta di Clark, le ripristina tutti i suoi ricordi, tranne quelli riguardanti i poteri di Clark. Chloe quindi non sa più dei poteri di Clark e crede di nuovo che sia un ragazzo normale. Clark ha chiesto a Jor-El di non ripristinarle i ricordi sul suo segreto per proteggerla, infatti è stato proprio a causa della conoscenza del suo segreto che Chloe si è messa nei guai e Clark non vuole più che soffra a causa del suo segreto. Nell'ottava stagione del telefilm Chloe viene posseduta da Brainiac, ma in seguito all'intervento di Clark e della Legione viene guarita completamente, perdendo anche le capacità che aveva acquisito tramite l'infezione del super-computer. Tornata normale conserverà anche i ricordi riguardo ai poteri di Clark, tornando ad essere la sua migliore alleata.
Dopo il matrimonio con Jimmy iniziano per Chloe una serie di problemi esistenziali, provocati dal fallimento della sua carriera come giornalista e, in seguito all'aiuto che offre a Davis Bloome, alla rottura del proprio matrimonio causata dalla gelosia e dall'insicurezza di suo marito. Così Chloe decide di non sopportare più passivamente e accetta di entrar a far parte della squadra di eroi con il nome in codice di Watchtower, e prima coordinatrice della "Justice League WatchTower", base dei supereroi. Si fa più stretta anche l'amicizia con il cattivo della stagione Davis, che in sua compagnia riesce a sopprimere l'istinto omicida che lo tormenta. Così Chloe, dopo aver cercato di uccidere Davis per il bene di Clark e del mondo, decide di stare con lui per tenerlo a bada.
Scappa insieme a Bloome, ma successivamente vengono rintracciati e riportati a Smallville. Dopo aver scisso la parte kryptoniana dalla parte umana di Davis, Jimmy porta lui e Chloe nella casa che aveva comprato per lei come regalo di nozze. Jimmy, ora consapevole della doppia identità di Clark, perdona a Chloe tutte le menzogne, la bacia e sembra che il matrimonio sia tornato in piedi quando, alle spalle, Jimmy viene trafitto da Davis, geloso di Chloe. Davis cerca di attaccare Chloe in preda alla furia, ma Jimmy usa le ultime forze per uccidere Bloome, poco prima di spirare fra le braccia della ritrovata amata Chloe.
Alla fine dell'ottava stagione Chloe è vedova, nella casa nuova senza sapere nulla del destino di sua cugina Lois e sconvolta dalla decisione di Clark di rinunciare alla sua umanità, a seguito della morte di Jimmy. Nella nona stagione Chloe riesce a riunire la Justice League, riportando Oliver Queen sulla retta via. Il suo rapporto con Clark si incrina per vari motivi, fra cui il rifiuto dell'alieno di usare l'anello della legione per tornare indietro e salvare l'amato marito morto per mano di Davis Bloome o per il modo di agire in nome della giustizia: infatti Chloe, al contrario di Clark, è pronta a sporcarsi le mani e prendere scomode decisioni per il bene dell'umanità. Sul piano sentimentale, dopo il lutto per Jimmy, intraprende una relazione, dapprima superficiale, poi via via sempre più seria, con il miliardario Oliver Queen (alias Freccia Verde).
Il personaggio esce apparentemente di scena nel primo episodio della decima stagione, sacrificando se stessa per il suo grande amore Oliver. Infatti, grazie all'utilizzo dell'elmetto del Dottor Fate, riesce a localizzare Oliver e a farlo liberare in cambio di sé stessa. Oliver si prodiga così in un'incessante ricerca della fidanzata, che lo porta a scoprire che ha inscenato la sua stessa morte con i rapitori, riuscendo così a sparire dalla circolazione. Oliver comunque non riesce a dimenticarla, e la sua presenza è sempre molto forte nel cuore dei protagonisti. Torna nel dodicesimo episodio (Danni collaterali) per salvare l'intera JLA tenuta in ostaggio dal governo, con la collaborazione della Squadra Suicida, e si ricongiunge con il suo migliore amico Clark, con la cugina Lois (che le chiede di essere la sua damigella d'onore) e soprattutto con Oliver.
Nel quindicesimo episodio, Chloe decide di trasferirsi a Star City dove è stata assunta nel quotidiano locale (coronando finalmente il suo sogno di diventare una giornalista) insieme ad Oliver Queen, con il quale si è sposata la sera dell'addio al celibato e nubilato di Clark e Lois. Chloe Sullivan decide anche di aiutare altri supereroi a sviluppare le loro potenzialità (vengono citati Batman e Wonder Woman). Nel finale della serie Chloe conclude il suo cammino come eroina al fianco del marito Oliver, con cui avrà un bambino: Jonathan, sicuramente chiamato così in memoria del padre adottivo di Clark.